# Sea-Land Champion-Klasse
Die Champion-Klasse ist eine aus neun Containerschiffen bestehende Klasse der US-amerikanischen Reederei Sea-Land Corporation, welche 1999 von der dänischen Reederei A. P. Møller-Mærsk übernommen wurde.

## Geschichte
Die Schiffe wurden ursprünglich von der Sea-Land Corporation geordert. Gebaut und abgeliefert wurde die aus neun Einheiten bestehende Baureihe in den Jahren 1995 bis 1997 von der japanischen Ishikawajima-Harima Heavy Industries auf den Werften in Chita und Kure.
Nach der Übernahme von Sea-Land durch Maersk im November 1999 wurde das Farbschema der Schiffe der Champion-Klasse zwar dem von Mærsk angepasst, sie behielten jedoch ihre Sea-Land-Namen und wurden weiterhin durch eine US-amerikanische Tochtergesellschaft betrieben.
Sämtliche Schiffe wurden 2017 verschrottet.

## Technik
Die Schiffe haben etwa vier Fünftel achtern über der Antriebsanlage angeordnete Aufbauten. Ein Laderaum befindet sich hinter dem Deckshaus, der Rest davor. Die Laderäume sind mit Cellguides versehenen und werden von Pontonlukendeckeln verschlossen. Die Containerkapazität beträgt knapp 4100 TEU und es stehen 350 Kühlcontaineranschlüsse zur Verfügung. Bei einer homogenen Beladung mit vierzehn Tonnen schweren Containern reduziert sich die Kapazität auf gut 2900 TEU.
Der Hauptantrieb besteht aus einem in Sulzer-Lizenz gebauten Neunzylinder-Schiffsdieselmotor des Typs 9RTA84C mit einer Leistung von 36.476 kW, der direkt auf einen Festpropeller wirkt. Die Schiffe erreichen damit eine Geschwindigkeit von etwa 24,5 kn. Die Energieversorgung wird von drei Hilfsdieseln und einem Notdiesel sichergestellt. Zur Unterstützung der An- und Ablegemanöver ist ein Bugstrahlruder vorhanden.

## Die Schiffe
| Champion-Klasse              | Champion-Klasse    | Champion-Klasse | Champion-Klasse    | Champion-Klasse                                                                                   | Champion-Klasse |
| Bauname                      | Bauwerft/Baunummer | IMO-Nummer      | Ablieferung        | Spätere Namen und Verbleib                                                                        |                 |
| ---------------------------- | ------------------ | --------------- | ------------------ | ------------------------------------------------------------------------------------------------- | --------------- |
| Sea-Land Champion            | IHI, Chita/3055    | 9106170         | 1995               | Rvnpeng, Run Peh, Runpeh, Run Peng, Sealand Champion, Oel Khaleej Express, 2017 Abbruch in Gadani |                 |
| Sea-Land Comet               | IHI, Chita/3056    | 9106182         | 1995               | 2017 Abbruch in Jiangyin                                                                          |                 |
| Sea-Land Mercury             | IHI, Kure/3057     | 9106194         | 1995               | CSX Mercury, SL Mercury, 2017 Abbruch in Jiangyin                                                 |                 |
| Sea-Land Meteor              | IHI, Chita/3058    | 9106209         | 1996               | 2017 Abbruch in Alang                                                                             |                 |
| Sea-Land Racer               | IHI, Kure/3059     | 9116890         | 1996               | MSC Everest, 2017 Racer, 2017 Abbruch in Alang                                                    |                 |
| Sea-Land Charger             | IHI, Chita/3077    | 9143001         | 1997               | 2017 Abbruch in Alang                                                                             |                 |
| Sea-Land Eagle               | IHI, Chita/3078    | 9143013         | 1997               | 2017 Abbruch in Alang                                                                             |                 |
| Sea-Land Intrepid            | IHI, Kure/3079     | 9143025         | 1997               | CSX Intrepid, 2017 Abbruch in Jiangyin                                                            |                 |
| Sea-Land Lightning           | IHI, Kure/3080     | 9143037         | 25. September 1997 | 2017 Abbruch in Jiangyin                                                                          |                 |
| Daten: Equasis, grosstonnage |                    |                 |                    |                                                                                                   |                 |